# Хептаграмичноредово седмоъгълно пано
Хептаграмичноредовото седмоъгълно пано е правилно хиперболично звездовидно пано. Дуалното пано е седморедово хептаграмично пано. На всеки връх има седем седмоъгълника, образуващи хептаграм втора степен. Връхната фигура е правилен хептаграм. По структурата неговият аналог се нарича седморедово триъгълно пано.

## Свързани многостени и пана
Когато p е равен на:
- 5 (голям додекаедър)
- 7 (хептаграмичноредово седмоъгълно пано)
- 9 (енеаграмичноредово деветоъгълно пано)